# تقرير ليفي

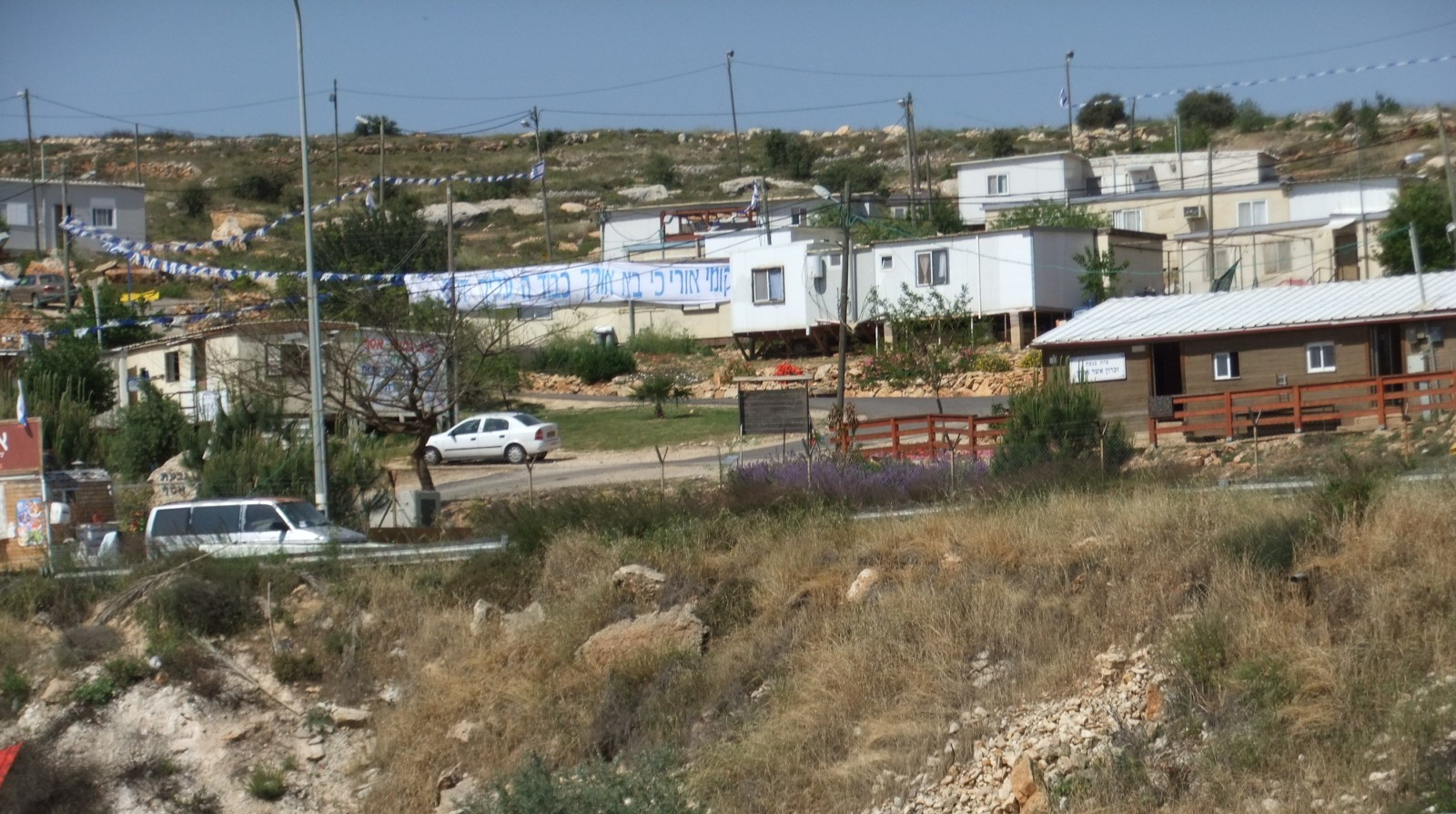
البؤرة الاستيطانية جفعات أساف مُزين بمناسبة يوم الاستقلال لعام 2011

تقرير ليفي (العبرية: דו״ח לוי)، المسمى رسميًا تقرير حول الوضع القانوني للبناء في يهودا والسامرة هو تقرير مكون من 89 صفحة حول المستوطنات في الضفة الغربية نُشر في 9 تموز/يوليو 2012، أعدته لجنة مؤلفة من ثلاثة أعضاء برئاسة قاضي المحكمة العليا الإسرائيلية السابق إدموند ليفي. وقد عيّن رئيس الوزراء إسرائيل بنيامين نتنياهو اللجنة التي أطلق عليها اسم "لجنة البؤر الاستيطانية" في أواخر كانون الثاني/يناير 2012 للتحقيق في الوضع القانوني للمستوطنات اليهودية غير المرخصة في الضفة الغربية، كما بحثت اللجنة فيما إذا كان الوجود الإسرائيلي في الضفة الغربية يعتبر احتلالًا أم لا.
ويخلص التقرير إلى أن الوجود الإسرائيلي في الضفة الغربية ليس احتلالاً، وأن المستوطنات الإسرائيلية قانونية بموجب القانون الدولي. ويوصي التقرير بإضفاء الشرعية على البؤر الاستيطانية اليهودية غير المرخصة من قبل الدولة، ويقدم مقترحات بشأن المبادئ التوجيهية الجديدة لبناء المستوطنات.
وفي مايو/أيار 2014، ذكرت صحيفة هآرتس أن الحكومة كانت تنفذ توصيات التقرير سراً.

## اللجنة
وتضم اللجنة ثلاثة أعضاء هم قاضي المحكمة العليا الإسرائيلية السابق إدموند ليفي، والمستشار القانوني السابق لوزارة الخارجية آلان بيكر، ‏ ونائب رئيس المحكمة المركزية السابقة في تل أبيب تشيا شابيرا. وفقًا لصحيفة هآرتس الإسرائيلية، "تم اختيار الأعضاء بعناية": ليفي، الذي شغل منصب نائب رئيس بلدية الرملة نيابة عن الليكود قبل تعيينه قاضيًا في المحكمة العليا، كان القاضي الوحيد من الأقلية الذي عارض الانسحاب الأحادي الجانب من قطاع غزة عام 2005، معلنًا أنه ينتهك حقوق المستوطنين اليهود، بيكر، وهو من سكان مستوطنة هار أدار بالضفة الغربية، كان على قائمة رواتب منظمة مستوطنين تدعو إلى إضفاء الشرعية على البؤر الاستيطانية، وشابيرا، ابنة الحاخام الأكبر السابق شلومو جورين، هي أخت زوجة المنظر اليميني المتطرف إسرائيل هاريل.

## الخلفية
تم تعيين لجنة ليفي كلجنة استشارية من قبل مجلس الوزراء الإسرائيلي في أواخر يناير 2012، بعد ضغوط من زعماء المستوطنات. وكان الهدف من هذه اللجنة دراسة شرعية بناء المستوطنات في الضفة الغربية والتوصية "بعملية مناسبة لتوضيح قضايا الأراضي في المنطقة"، فضلاً عن مراجعة تقرير الحكومة لعام 2005 المعروف باسم تقرير ساسون، والذي كلف بإعداده رئيس الوزراء آنذاك أرييل شارون، والذي وجد أن عشرات البؤر الاستيطانية بنيت دون موافقة الدولة وعلى أراض فلسطينية مملوكة ملكية خاصة. وقد تم التشكيك في موضوعية تقرير ساسون بعد أن دخلت مؤلفته، المدعية العامة السابقة للدولة تاليا ساسون، إلى عالم السياسة كعضو في حزب ميرتس اليساري، وعضو مجلس إدارة منظمة يش دين لحقوق الإنسان. ومع ذلك، بالإضافة إلى مهمتها، قامت لجنة ليفي أيضًا بفحص ما إذا كان الوجود الإسرائيلي في الضفة الغربية يشكل احتلالًا أم لا.

## النتائج والتوصيات
وينص تقرير ليفي على أن القوانين الكلاسيكية للاحتلال الحربي "كما هي منصوص عليها في الاتفاقيات الدولية ذات الصلة لا يمكن اعتبارها قابلة للتطبيق على الظروف التاريخية والقانونية الفريدة والخاصة لوجود إسرائيل في يهودا والسامرة الممتدة على مدى عقود من الزمن"، وأن اتفاقية جنيف الرابعة لعام 1949 ضد نقل السكان لا تنطبق على النشاط الاستيطاني الإسرائيلي في الضفة الغربية، وخلص إلى أن: "للإسرائيليين الحق القانوني في الاستقرار في يهودا والسامرة، ولا يمكن اعتبار إنشاء المستوطنات في حد ذاته غير قانوني". إن التأكيد على أن مشروع الاستيطان الإسرائيلي يقع ضمن نطاق الولاية القضائية الإسرائيلية المحلية وليس القانون الدولي هو "الجانب الأكثر أهمية وحساسية وتحديًا في التقرير"، وفقًا لمؤسسة السلام في الشرق الأوسط.
وفي حين أوصى التقرير بإضفاء الشرعية على البؤر الاستيطانية، فإنه ينتقد السياسات الحكومية التي سمحت بإنشائها، حيث جاء فيه "نود أن نؤكد أن الصورة التي عرضت أمامنا فيما يتصل بالنشاط الاستيطاني الإسرائيلي في يهودا والسامرة لا تتناسب مع سلوك دولة تفتخر بسيادة القانون وتلتزم بها". ويشير التقرير إلى أن البناء اليهودي غير المرخص، بما في ذلك نحو 100 بؤرة استيطانية تم بناؤها في الفترة من 1991 إلى 2005، كان يتم بمساعدة مكاتب ووزارات حكومية، مضيفاً أن تورط الوكالات الحكومية في مثل هذا النشاط يعني أن "مثل هذا السلوك ينبغي النظر إليه على أنه موافقة ضمنية". وتطلب اللجنة من الحكومة توضيح سياستها بشأن البناء اليهودي في الضفة الغربية، وضمان أن تتم جميع عمليات بناء المستوطنات في المستقبل مع الحصول على التراخيص والتصاريح اللازمة "وفقا للقانون". كما قدمت سلسلة من التوصيات بشأن إضفاء الشرعية بأثر رجعي على الإنشاءات التي تم بناؤها دون الحصول على التصاريح اللازمة.
ويدعو التقرير الحكومة إلى السماح لسلطات التخطيط وتقسيم المناطق باستكمال إجراءات الترخيص للبؤر الاستيطانية والبناء الاستيطاني غير المرخص على أراضي الدولة دون الحاجة إلى موافقة سياسية إضافية، ويقول التقرير إنه ”ريثما يتم الانتهاء من هذه الإجراءات وفحص إمكانية منح تراخيص البناء، يُنصح الدولة بتجنب تنفيذ أوامر الهدم، لأنها هي التي تسببت بالوضع الحالي بنفسها“، ويقترح التقرير اعتبار المستوطنات المقامة على أراضٍ غير واضحة المكانة ”مستوطنات لا تزال مكانتها القانونية معلقة“.
يقدم التقرير مبادئ توجيهية لبناء المستوطنات. وتشمل هذه المقترحات ما يلي
- يجب أن تقوم الحكومة أو لجنة وزارية مخولة فقط بإنشاء مستوطنات جديدة.
- يجب أن لا يتم توسيع المستوطنات خارج حدودها أو نطاقها إلا بموافقة وزير الدفاع وإخطار رئيس الوزراء.
- يجب ألا يتطلب البناء داخل حدود مستوطنة قائمة أو مستقبلية إلا بتصريح من سلطات التخطيط وتقسيم المناطق، دون موافقة الحكومة أو موافقة وزارية.
- لا ينبغي أن يكون هناك حظر على البناء الاستيطاني داخل حدود مستوطنة مقامة على أرض تم الاستيلاء عليها بأمر عسكري.
- يجب أن يكون بمقدور الإسرائيليين شراء الأراضي في الضفة الغربية بشكل مباشر، ويجب تسريع إجراءات تسجيل تلك الأراضي واستكمالها خلال فترة زمنية معقولة.
- ينبغي أن يكون من حق الجمهور الاطلاع على البيانات المتعلقة بحقوق الأراضي في الضفة الغربية.[1]

بالإضافة إلى ذلك، يوصي التقرير بما يلي
- إنشاء محكمة جديدة للفصل في نزاعات الأراضي في الضفة الغربية. وفي ما عدا ذلك، يقترح التقرير توسيع صلاحيات قضاة المحاكم اللوائية لتمكينهم من النظر في هذه النزاعات. وينبغي أن تفصل هذه المحكمة القضائية الجديدة في النزاعات على الأراضي، بما في ذلك قضايا البناء اليهودي على أملاك فلسطينية خاصة، قبل البت في التماسات الإخلاء والهدم، على أن ”ريثما يتم البت في هذه القضايا، ينبغي إصدار تعليمات لسلطات الدولة بتجنب اتخاذ أي مواقف في النزاعات على الأراضي وتنفيذ إجراءات لا رجعة فيها، مثل الإخلاء أو هدم المباني على الأملاك“.[1]

## المنشورات
وقد نُشر التقرير في 9 يوليو/تموز 2012، بعد تسليمه إلى رئيس الوزراء نتنياهو في يونيو/حزيران 2012، وإعطائه لأعضاء اللجنة الوزارية للمستوطنات في 8 يوليو/تموز 2012. وبعد ذلك، خضع التقرير لمراجعة وموافقة النائب العام الإسرائيلي يهودا وينشتاين ‏. وجاء نشر هذا التقرير قبل أيام قليلة من زيارة وزيرة الخارجية الأميركية هيلاري كلينتون للمنطقة.

## تنفيذ تقرير الجباية
وكانت حكومة نتنياهو مترددة في اعتماد تقرير ليفي. وفي مايو/أيار 2014، ذكرت صحيفة هآرتس أن الحكومة كانت تنفذ سراً توصيات التقرير لتسهيل توطين اليهود في الضفة الغربية. وبالإضافة إلى عدم إبعاد المستوطنين عن الأراضي الفلسطينية الخاصة، كانت الحكومة تفكر في إنشاء محكمة خاصة للنزاعات على الأراضي في الضفة الغربية، وبالتالي إبعاد الجيش عن مثل هذه النزاعات.

## ردود الفعل

### السلطة الوطنية الفلسطينية
نبيل أبو ردينة، المتحدث باسم رئيس السلطة الوطنية الفلسطينية محمود عباس، رفض التقرير ودعا إسرائيل إلى وقف الأنشطة الاستيطانية إذا كانت مهتمة بالتوصل إلى السلام. وأشار المسؤولون الفلسطينيون أيضاً إلى أن تقرير ليفي نُشر في الذكرى السنوية للرأي الاستشاري لمحكمة العدل الدولية في عام 2004 والذي خلص إلى أن بناء إسرائيل لجدار الفصل عبر الخط الأخضر في الضفة الغربية ينتهك القانون الدولي.
وبحسب ما ورد، أصدرت حركة فتح، أكبر فصائل منظمة التحرير الفلسطينية برئاسة محمود عباس، بياناً وصفت فيه استنتاجات لجنة ليفي بأنها "مهزلة" "تسخر من المجتمع الدولي وتحدته".
وفي بيان صحفي صدر في 18 أكتوبر/تشرين الأول 2012، صائب عريقات، كبير المفاوضين الفلسطينيين، بأن "تقرير ليفي يعكس ببساطة موقف حكومة اختارت تحويل الاحتلال إلى ضم وفرض واقع الفصل العنصري في فلسطين بدلاً من اتخاذ خطوات لجعل السلام ممكناً".

### إسرائيل

#### ردود الفعل السياسية في إسرائيل
وأشاد رئيس الوزراء نتنياهو بالتقرير، قائلاً: "في رأيي، هذا التقرير مهم لأنه يتعامل مع إضفاء الشرعية على المشروع الاستيطاني في يهودا والسامرة على أساس الحقائق ومجموعة متنوعة من الحقائق والحجج التي يجب أخذها في الاعتبار بجدية"، مضيفًا أن اللجنة الوزارية للمستوطنات ستناقش الأمر وتتخذ القرار بشأنه. وبحلول الوقت الذي تم فيه حل الكنيست في أكتوبر/تشرين الأول 2012 في أعقاب الدعوة إلى إجراء انتخابات مبكرة في يناير/كانون الثاني 2013، لم يكن نتنياهو قد عرض التقرير على الحكومة أو لجنة التسويات الوزارية، التي كانت تملك سلطة الموافقة عليه. وتشير التقارير إلى أن النائب العام يهودا وينشتاين أصدر توجيهاً عاماً يطلب من الوزارات عدم اتخاذ قرارات سياسية كبرى حتى يتم تنصيب الحكومة المقبلة، دون الإشارة إلى تقرير ليفي على وجه التحديد.
وقال وزير الخارجية أفيجدور ليبرمان إنه يرحب بالتقرير، ويأمل أن يوافق عليه مجلس الوزراء، مضيفًا أنه "ليس مثاليًا، لكنه خطوة مهمة".
وقال وزير حماية البيئة جلعاد أردان إنه "سيعمل على ضمان تبني الحكومة لخلاصات التقرير وإعطاء مستقبل واضح واستقرار لعشرات الآلاف من العائلات بعد عشرات السنين"، مضيفًا "وأخيرًا، تم تحقيق العدالة القانونية والتاريخية، في أعقاب المواقف السياسية العنيفة المبنية على تقرير الناشطة في حزب ميرتس تاليا ساسون".
وأشاد وزير الداخلية إيلي يشاي بالتقرير، قائلاً: "لقد حان الوقت لتصحيح الظلم الذي تضمنه تقرير تاليا ساسون والقول علناً إن المستوطنات في يهودا والسامرة لا تتعارض مع القانون، وتكمل روح الصهيونية واليهودية".
ودعا وزير العلوم والتكنولوجيا دانييل هيرشكوفيتش نتنياهو إلى عقد اجتماع فوري للجنة الوزارية المعنية بالمستوطنات لتبني التقرير، الذي "يثبت أن تقرير ساسون كان سياسياً من البداية إلى النهاية".
وقال وزير الدبلوماسية العامة يولي إدلشتاين "بصفتي أحد سكان المستوطنات في يهودا والسامرة ووزير الدبلوماسية العامة الذي يكافح من أجل التعبير عن الحق الطبيعي في الاستيطان [هناك] وعدم الاعتذار عنه، أرحب بنتائج اللجنة".
ورحب عضو الكنيست عن حزب الليكود داني دانون بالتقرير ووصفه بأنه "هدية للمجتمعات في يهودا والسامرة" وحث رئيس الوزراء على التصرف بناء على التقرير وتشجيع المزيد من المجتمعات على التطور في الضفة الغربية، وأضاف أن "التقرير سوف يزيل أي تطرف يساري من حكم المحكمة السابق بشأن البؤر الاستيطانية ويدفن مرة واحدة وإلى الأبد التقرير المثير للقلق الذي قدمته المحامية تاليا ساسون".
صرحت عضو الكنيست عن حزب الليكود تسيبي حوتوفيلي، أثناء استعدادها لتقديم مشروع قانون إلى الكنيست، بأن "الكنيست يجب أن يوافق على استنتاجات التقرير، وإنشاء سجل للأراضي الإسرائيلية في يهودا والسامرة، وإنشاء محكمة قانونية لمناقشة قضايا الأراضي في يهودا والسامرة، وتطبيق قوانين التخطيط والبناء الإسرائيلية في هذه المناطق".
وقال عضو الكنيست عن الاتحاد الوطني أرييه إلداد إن التقرير "يحطم إلى قطع شعار "الاحتلال" فيما يتعلق بالقانون الدولي" ودعا إلى إنهاء "الاحتلال الإسلامي لأرض إسرائيل الذي بدأ قبل 1300 عام".
قالت زعيمة حزب كاديما السابقة تسيبي ليفني إنه "من الممكن والضروري استخدام تقرير ليفي في مسائل القانون الدولي، مع الأخذ في الاعتبار الواقع الحالي ومواصلة المفاوضات بشأن الكتل الاستيطانية"، مشيرة إلى أن مستقبل المستوطنات هو مسألة دبلوماسية وليست قانونية، ويجب أن يستند إلى إمكانية التوصل إلى اتفاق سلام مستقبلي.
انتقدت زعيمة حزب ميرتس، زهافا غال-أون، التقرير بشدة، قائلةً إن اللجنة شُكِّلت فقط "لتبرير فساد البؤر الاستيطانية غير القانونية بعد أن لم تكن المحكمة العليا والمدعي العام جيدين بما يكفي لنتنياهو"، مضيفةً أن "الجهود المبذولة لخلق واقع افتراضي لن تساعد نتنياهو. المستوطنات غير قانونية، والبؤر الاستيطانية غير قانونية أيضًا".

#### ممثلو المستوطنات
أشاد رئيس مجلس مستوطنة يشع، داني ديان، بالتقرير، قائلاً: "من الواضح أن عملاً قانونياً عميقاً وأساسياً وجاداً قد أُنجز. وبالمقارنة مع تقرير تاليا ساسون، فإننا نتحدث هذه المرة عن قضاة محايدين من الطراز الأول"، ودعا إلى تنفيذ توصياته.
بعد أن نشرت المفوضية الأوروبية مبادئها التوجيهية الجديدة في 30 يونيو 2013، والتي تنص على أن الكيانات الحكومية وغير الحكومية الإسرائيلية الواقعة على حدود ما قبل عام 1967 غير مؤهلة للحصول على منح أو جوائز أو تمويل من الاتحاد الأوروبي، حث المنتدى القانوني لأرض إسرائيل، وهي مجموعة من المحامين المؤيدين للاستيطان، الحكومة الإسرائيلية على تمرير تقرير ليفي، مشيرة إلى أن "الإجابة الصحيحة للاتحاد الأوروبي هي التنفيذ الفوري لتقرير إدموند ليفي لتوضيح للأوروبيين وغيرهم أنه ليس من سياستنا إضعاف حقنا القانوني والتاريخي في الأرض".

#### ردود فعل إسرائيلية أخرى
وبحسب ديفيد كريتسمر ‏، الأستاذ الفخري للقانون الدولي في الجامعة العبرية في القدس في القدس، فإن قبول تقرير ليفي واستنتاجه بأن الضفة الغربية ليست تحت الاحتلال يعني أن الحكومة الإسرائيلية، التي لم تعد قادرة على الادعاء بأن المنطقة تخضع لنظام مؤقت من الاحتلال الحربي، سوف تضطر إما إلى الاعتراف بوجود نظام يتضمن عناصر من الفصل العنصري في الضفة الغربية، أو سوف تضطر إلى توسيع الحقوق السياسية لتشمل جميع السكان الفلسطينيين في الضفة الغربية.
ويرى المؤرخ الإسرائيلي رون بونداك ‏، الذي لعب دوراً هاماً في بدء عملية السلام في أوسلو عام 1993، أن تقرير ليفي هو جزء من خطة متطورة لتغيير تصورات الرأي العام الإسرائيلي عن المنطقة (ج)، والتي كما يؤكد، تم ضمها بالفعل بحكم الأمر الواقع، وينوي نتنياهو الاحتفاظ بنحو 40% منها، حيث تستثمر إسرائيل موارد اقتصادية كبيرة لمنع التنمية الفلسطينية.
وبمجرد نشر نتائج التقرير، امتلأت وسائل التواصل الاجتماعي في إسرائيل بالميمات الساخرة من حقيقة أنه على ما يبدو لم يكن هناك احتلال.

### جماعات حقوق الإنسان
وانتقد ياريف أوبنهايمر المدير العام لمنظمة السلام الآن تشكيل اللجنة ونتائجها وتوصياتها، قائلاً: "لن يصف أي رجل قانون في العالم هذا البيان السياسي بأنه تقرير جاد"، مضيفًا أن "الاستنتاج بأنه لا يوجد احتلال يثبت أن أعضاء اللجنة يعيشون في حالة إنكار مستمر".
رفضت منظمة بتسيلم التقرير، مشيرةً إلى أن "تقرير اللجنة يكاد يغفل تمامًا عن 2.5 مليون فلسطيني يعيشون في الضفة الغربية، وهم المتضررون الرئيسيون من المشروع الاستيطاني"، مضيفةً أن "أي توصية تُعتمد بشأن وضع الضفة الغربية ومستقبلها يجب أن تُراعي الفلسطينيين المقيمين فيها. فالإسرائيليون المقيمون في الضفة الغربية مواطنون إسرائيليون، وبالتالي حقوقهم محمية، ويمكنهم التأثير على القرارات التي تُحدد مصيرهم. أما الفلسطينيون في الضفة الغربية، فيعيشون في ظل نظام عسكري، والقانون الوحيد الذي يحميهم ويحمي حقوقهم هو قانون الاحتلال. إذا قُبل ادعاء اللجنة بأن إسرائيل غير مُلزمة بالعمل وفقًا لهذه القوانين، فيجب طرح إطار معياري آخر، إطار يتوافق مع المعايير القانونية الدولية. إن تجاهل 2.5 مليون إنسان، كما تقترح اللجنة، ليس خيارًا يُمكن للدولة قبوله".
رفضت جمعية الحقوق المدنية في إسرائيل نتائج التقرير، قائلة إن الاستنتاجات "لا أساس لها من الصحة من الناحية القانونية والغرض منها هو تفويض وتعميق الظلم الذي تمارسه الحكومات الإسرائيلية في الأراضي المحتلة خلال السنوات الخمس والأربعين الماضية".
وصف مايكل سفارد، محامي منظمة يش دين، التقرير بأنه "ليس تقريرًا قانونيًا، بل تقرير أيديولوجي يتجاهل المبادئ الأساسية لسيادة القانون... حُبِسَ في الخطيئة لإضفاء الشرعية على جريمة"، مضيفًا أن "أعضاء لجنة ليفي وقعوا في فخّ الخداع، وكُتِبَ تقريرهم في بلاد العجائب، محكومًا بقوانين العبث: لا يوجد احتلال، ولا توجد بؤر استيطانية غير قانونية، ويبدو أنه لا يوجد شعب فلسطيني أيضًا. وفي هذا السياق، يجب أن نقول بكلمات أليس [في بلاد العجائب]: "هذا أغبى حفل شاي حضرته في حياتي".
في أيار (مايو) 2014 نشرت منظّمة "ييش دين" تقريرًا شاملًا بعنوان "غير مسبوق". يحلل التقرير تقرير ليفي في إطار القانون الدولي والقانون الإسرائيلي وأحكام المحاكم الإسرائيلية وسياسة الحكومة في الماضي.

### الولايات المتحدة
أبدت إدارة أوباما معارضتها لنتائج التقرير. وكما قال متحدث باسم وزارة الخارجية في اليوم الذي نُشر فيه التقرير: "من الواضح أننا اطلعنا على التقارير التي تفيد بأن لجنة معينة من قبل الحكومة الإسرائيلية أوصت بإضفاء الشرعية على عشرات المستوطنات الإسرائيلية في الضفة الغربية، ولكننا لا نقبل شرعية استمرار النشاط الاستيطاني الإسرائيلي ونعارض أي جهد لإضفاء الشرعية على البؤر الاستيطانية... نحن قلقون بشأن هذا الأمر، بالطبع".
في 4 ديسمبر 2014، تم إدخال الجزء من التقرير الذي يتناول القانون الدولي إلى السجل الكونغرسي.
في بيان صحفي، أكدت اللجنة اليهودية الأمريكية (AJC)، وهي منظمة مناصرة يهودية أمريكية وسطية، قناعتها بأن "وجود إسرائيل في الضفة الغربية يستند إلى أساس قانوني متين"، ودعت الحكومة الإسرائيلية إلى رفض توصيات لجنة ليفي باعتبارها تشتتًا عن السعي المستمر للتوصل إلى حل الدولتين عن طريق التفاوض... وإذا قبلت الحكومة نتائج اللجنة، فإنها ستوفر ذريعة غير مستحقة للمقاومة الفلسطينية للعودة إلى محادثات السلام مع إسرائيل – وهي محادثات تتوق إسرائيل لاستئنافها دون شروط مسبقة. كما أنها ستتعارض مع الرسالة التي أرسلها رئيس الوزراء نتنياهو والحكومات الإسرائيلية السابقة على مدى العقدين الماضيين حول الالتزام العميق بحل الدولتين عن طريق التفاوض والذي سيتطلب تنازلات من كلا الجانبين. ونأمل ألا يتم اعتماد توصيات اللجنة".
في رسالة بادر إليها ونظمها منتدى السياسة الإسرائيلية (IPF)، أدان أكثر من 40 من القادة اليهود الأميركيين البارزين والمحسنين التقرير وطلبوا من رئيس الوزراء نتنياهو "ضمان عدم اعتماد هذا التقرير". وقد رفض عضو اللجنة آلان بيكر رسالة الاحتجاج بغضب، واتهم الموقعين عليها بـ "إهانة" أعضاء اللجنة، و"التوصل إلى افتراضات غير صحيحة وغير مدروسة"، وتوفير الذخيرة لأولئك الذين يسعون إلى نزع الشرعية عن إسرائيل. ردًا على رسالة بيكر، كتب المدير التنفيذي لـ IPF، ديفيد هالبرين، في رسالة بريد إلكتروني إلى صحيفة هآرتس: "باختصار، يبدو أن السفير بيكر قد أساء فهم طبيعة مخاوفنا، والتي تنبع من العوائق الإضافية التي يفرضها تقرير ليفي على تحقيق حل دبلوماسي للصراع الإسرائيلي الفلسطيني – وليس المنطق الفني والقانوني المستخدم للوصول إلى استنتاجاته، وهو أمر غير ذي صلة بمخاوفنا"، مضيفًا أن IPF تخشى "أن تقرير ليفي لن يعزز موقف إسرائيل في هذا الصراع، [وفي] هذه اللحظة، من الأهمية بمكان أكثر من أي وقت مضى أن تعزز إسرائيل مطالبتها في المجتمع الدولي بأنها ملتزمة برؤية الدولتين، والتي بدورها تشكل محورًا لمستقبل إسرائيل كدولة يهودية وديمقراطية".
أصدرت المنظمة الصهيونية الأمريكية (ZOA) بيانًا أشادت فيه بالتقرير وأيدته، ودعمت عضو الكنيست عن حزب الليكوت تسيبي حوتوفلي في سعيها لاعتماد استنتاجات التقرير من قبل الكنيست، مضيفةً أن "تقرير ليفي وثيقة مهمة وفي وقتها المناسب. ليس لأنه يُخبرنا بشيء لم يكن معروفًا من قبل – فشرعية الاستيطان اليهودي في يهودا والسامرة، كما هو الحال في أي جزء آخر من الأراضي المخصصة للاستيطان اليهودي بموجب مؤتمر سان ريمو عام 1920، حقيقة معروفة ولكنها مُتجاهلة. في الواقع، أشارت المنظمة الصهيونية الأمريكية مرارًا وتكرارًا إلى أن قرار سان ريمو لم يُلغَ قط بأي اتفاقية لاحقة ملزمة دوليًا. بل من المهم أن تُعيد لجنة قانونية مرموقة برئاسة أحد قضاة المحكمة العليا المتقاعدين تأكيد هذه الحقيقة، بالإضافة إلى تقديم توصيات لتجنب التعقيدات والإجراءات التعسفية في المستقبل التي أصبحت بسببها الحياة والبناء اليهودي في يهودا والسامرة محفوفتين بالمخاطر بلا داعٍ. هذا لقد ساهم هذا الوضع في ترسيخ فكرة خاطئة تمامًا مفادها أن المجتمعات اليهودية في يهودا والسامرة غير قانونية وعقبة في طريق السلام... ويسرنا أيضًا أن الادعاء الكاذب، بل الخبيث، بأن الاستيطان والبناء اليهودي خارج خطوط الهدنة لعام 1949 ينتهك اتفاقية جنيف الرابعة قد تم رفضه صراحةً. وهذا هو الأساس الاحتيالي الذي وُصفت به المجتمعات اليهودية في يهودا والسامرة بأنها "غير قانونية".
في رسالة بتاريخ 2 أغسطس 2012، برئاسة الحاخام بيساح ليرنر، نائب الرئيس التنفيذي الفخري للمجلس الوطني للشباب الإسرائيلي ‏، حثّ 65 حاخامًا وقائدًا وناشطًا يهوديًا أمريكيًا رئيس الوزراء نتنياهو على اعتماد نتائج تقرير ليفي، قائلين: "نحن نشعر بالارتياح لما توصل إليه تقرير ليفي من أن "المستوطنات" في يهودا والسامرة قانونية تمامًا بموجب القانون الدولي... وكما يشير تقرير ليفي بشكل صحيح، فإن إسرائيل ليست منخرطة في "احتلال عسكري" فيما يتعلق بالمجتمعات في يهودا والسامرة. نعتقد أن هذا الاستنتاج يبرر الحكومة الإسرائيلية، التي تعرضت للتشويه بشكل غير مبرر من قبل الكثيرين في المجتمع الدولي، لمجرد وجود يهود يعيشون في هذه المنطقة بالذات من الدولة اليهودية"، وتابعوا: "مثلك، نحن ندرك ونحترم حقيقة أن للشعب اليهودي حقوقًا غير قابلة للتصرف في أرض إسرائيل تنبع من الكتاب المقدس، ونحن على دراية بالإرث التاريخي لحركة زئيف جابوتنسكي ومناحيم بيغن، و "حزب حيروت/الليكود الذي تقوده الآن، والذي أيد منذ فترة طويلة الحقوق اليهودية في كامل أرض إسرائيل". ترفض الرسالة أيضًا موقف منتدى السياسة الإسرائيلية، حيث تنص على أنه "على الرغم من الادعاءات المخالفة، فإن استنتاجات تقرير ليفي لا "تُعرّض هيبة إسرائيل كعضو ديمقراطي في المجتمع الدولي للخطر". نرفض رفضًا قاطعًا هذا التصريح السخيف، ونأمل بصدق ونصلي أن تحذو حذوكم".

### اللجنة الدولية للصليب الأحمر
في نوفمبر/تشرين الثاني 2012، أصدر خوان بيدرو شيرر، رئيس وفد اللجنة الدولية للصليب الأحمر إلى إسرائيل والأراضي المحتلة، بياناً نيابة عن اللجنة الدولية للصليب الأحمر "في دورها كحارس للقانون الإنساني الدولي" رداً على "التحريف" الذي تضمنه تقرير ليفي "للتعليق الذي نشرته اللجنة الدولية للصليب الأحمر على اتفاقية جنيف الرابعة"، والذي يستخدمه تقرير ليفي "لدعم الحجة القائلة بأن مشروع الاستيطان الإسرائيلي لا ينطوي على خرق للقانون الإنساني الدولي". نقلاً عن لوائح لاهاي لعام 1907 التي تنص على أن "الأرض تُعتبر محتلة عندما توضع فعلياً تحت سلطة جيش العدو"، يوضح بيان اللجنة الدولية للصليب الأحمر أنه
[لأغراض قانون الاحتلال، يكفي أن الدولة التي فرض جيشها سيطرة فعلية على الإقليم لم تكن هي نفسها صاحبة السيادة الشرعية على المكان عند اندلاع النزاع. لا يوجد في قانون الاحتلال ما يشير إلى أن الأراضي التي تكون ملكيتها واضحة وغير متنازع عليها فقط هي التي يمكن اعتبارها محتلة لأغراض القانون الإنساني الدولي. في الواقع، يُعد حرمان الأشخاص الذين يعيشون تحت الاحتلال من الحماية التي يوفرها القانون بسبب النزاعات بين الأطراف المتحاربة بشأن السيادة على الإقليم المعني انتهاكاً تاماً للغرض الإنساني لهذا القانون.
تخضع الضفة الغربية للسيطرة الفعلية لإسرائيل. اكتسبت إسرائيل هذه السيطرة من خلال حملة عسكرية وتحافظ عليها بالقوة العسكرية. حتى أولئك الذين يزعمون أن لإسرائيل "ادعاءً بحقوق سيادية" في الضفة الغربية لا يمكنهم الادعاء بأن إسرائيل كانت... السيادة الشرعية على الأرض عند سيطرتها عليها. وعليه، وخلافًا لما ورد في تقرير ليفي، من الجليّ جليًا أن الضفة الغربية محتلة من قبل إسرائيل. بل إن المحكمة العليا الإسرائيلية قضت مرارًا وتكرارًا بأن أراضي الضفة الغربية تخضع للاحتلال الحربي.
وعلاوة على ذلك، وفيما يتعلق بالمستوطنات في الضفة الغربية، لا بد من التأكيد على أن المادة 49 (6) من اتفاقية جنيف الرابعة، التي تحظر على الدولة نقل أجزاء من سكانها المدنيين إلى الأراضي التي تحتلها، لا تحظر فقط على الدولة المحتلة نقل أجزاء من سكانها بالقوة؛ بل تحظر أيضًا أي إجراء من جانب المحتل يُسهّل هذا النقل.
ويوضح تعليق اللجنة الدولية للصليب الأحمر على اتفاقية جنيف الرابعة أن المادة 49 (6)، شأنها شأن الاتفاقية ككل، تهدف إلى حماية السكان المحليين في الأرض المحتلة وليس سكان الدولة المحتلة. علاوة على ذلك، يحظر القانون الإنساني الدولي أي إجراء من جانب القوة المحتلة يهدف إلى تغيير الخصائص الجوهرية للأرض المحتلة، بما في ذلك أي تدابير تؤثر على... التركيبة الديموغرافية أو الثقافية أو الاجتماعية.

على عكس ما يؤكده تقرير ليفي، فإن الضفة الغربية، من وجهة نظر القانون الدولي، محتلة من قبل إسرائيل. هذا الادعاء، شأنه شأن موقف اللجنة الدولية للصليب الأحمر القائل بعدم قانونية المستوطنات الإسرائيلية في الضفة الغربية، يستند كليًا إلى الأحكام ذات الصلة من القانون الإنساني الدولي.

## وصلات خارجية
- استمتع بالرحلة إلى مدينة بنيا في يهودا وشومرون . تقرير ليفي. 21 يونيو 2012 (باللغة العبرية).
- تقرير ليفي مترجم إلى الإنجليزية
- لجنة فحص وضع البناء في يهودا والسامرة: الاستنتاجات والتوصيات . تقرير ليفي. 21 يونيو 2012. الترجمة الإنجليزية الرسمية، فقط "الاستنتاجات والتوصيات".
- الترجمة الإنجليزية للحجج القانونية في تقرير ليفي . 12 يوليو 2012. ترجمة غير رسمية باللغة الإنجليزية لأجزاء من "المرافعات القانونية" لمدونة شيخ صهيون  [لغات أخرى]‏ .
- إيان سكوبي  [لغات أخرى]‏ (6 سبتمبر 2012). "البراعة القانونية للقاضي ليفي: التقرير الإسرائيلي الأخير حول وضع الضفة الغربية وشرعية المستوطنات" . المجلة الأوروبية للقانون الدولي .